# 王順行
王順行（1573年—？年），字率之，號成五，河南等處承宣布政使司開封府通許縣人，民籍。

## 生平
癸酉十一月初一日生，行一，治《詩經》，由增生中式萬曆十九年（1591年）辛卯科河南鄉試二十二名舉人，年三十七歲中式萬曆三十八年庚戌科會試一百八十六名，第三甲第一百九名進士。禮部觀政，四十一年授大理寺右評事，四十三年陞右寺副，四十四年終養。历守顺德、太原二郡，悉著惠政。寻备兵陕西庄浪道，天啓六年（1626年）四月升右参政，调西宁分守道，十二月升本省按察使，累迁至陕西巡抚，大得士民心。致政归。

## 家族
曾祖王廷受；祖王寶，義官；父王希樂，義官；母婁氏。具慶下。弟王道行。子王嗣三。